# Hugh Town
Hugh Town (Cornisch: Tre Huw) is de hoofdplaats van St. Mary's, het grootste eiland van de Scilly-eilanden, een eilandengroep ca. 45 km voor de kust van het Engelse graafschap Cornwall. De plaats telt 1.068 inwoners. In 1949 is de stad aan de inwoners verkocht. Daardoor valt de stad niet onder de Britse Kroon. Nabij Hugh Town bevindt zich St. Mary's Airport, het enige vliegveld van de Scilly-eilanden.

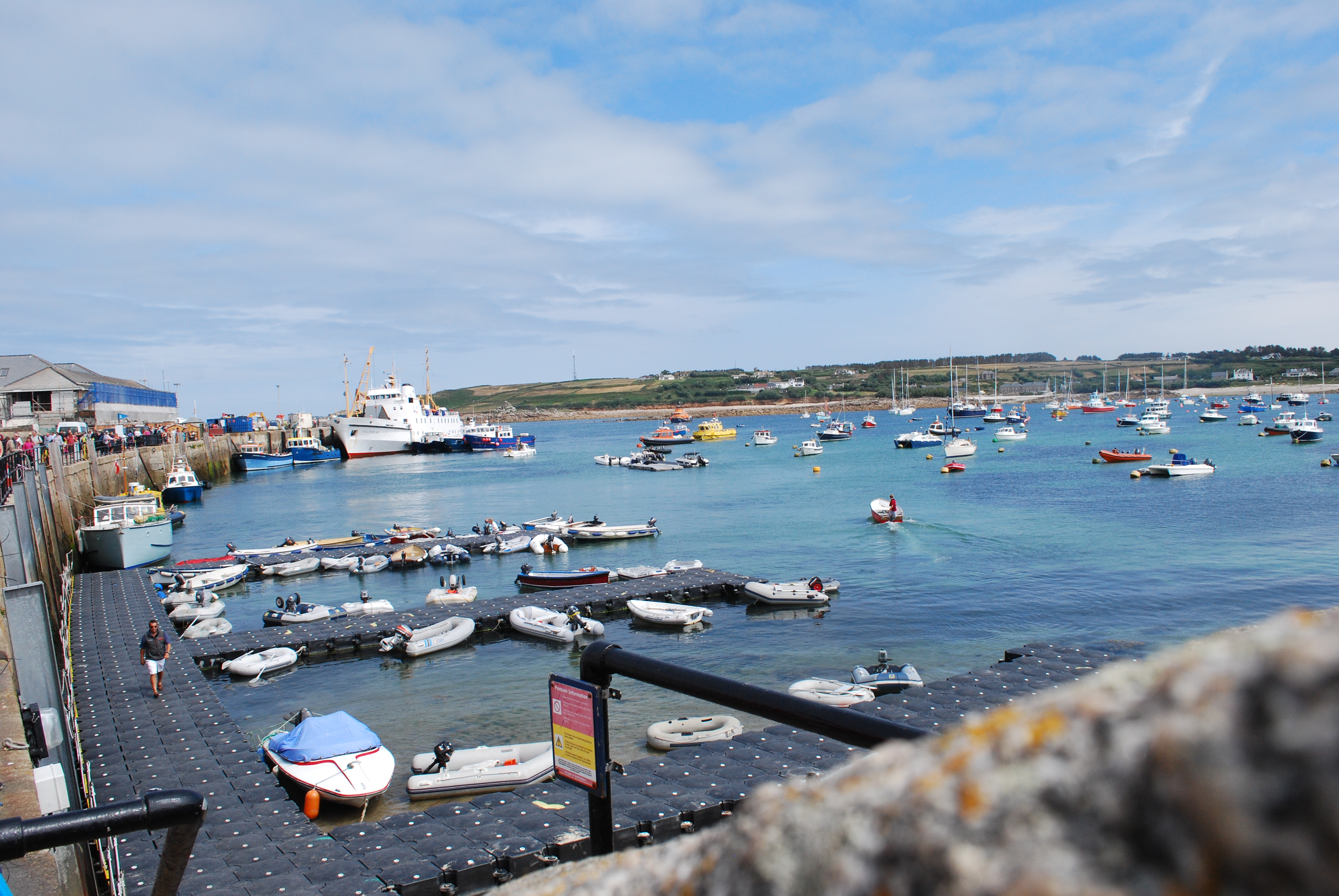
De haven van Hugh Town